# Touillon-et-Loutelet
Touillon-et-Loutelet là một xã trong vùng hành chính Franche-Comté, thuộc tỉnh Doubs, quận Pontarlier, tổng Pontarlier. Tọa độ địa lý của xã là 46° 47' vĩ độ bắc, 06° 21' kinh độ đông. Touillon-et-Loutelet nằm trên độ cao trung bình là 1012 mét trên mực nước biển, có điểm thấp nhất là 958 mét và điểm cao nhất là 1114 mét. Xã có diện tích 4.72 km², dân số vào thời điểm 2006 là 206 người; mật độ dân số là 44 người/km².

## Thông tin nhân khẩu
| 1962 | 1968 | 1975 | 1982 | 1990 | 1999 |
| ---- | ---- | ---- | ---- | ---- | ---- |
| 51   | 56   | 58   | 72   | 101  | 149  |